# 1956年メルボルンオリンピックのノルウェー選手団
1956年メルボルンオリンピックのノルウェー選手団（1956ねんメルボルンオリンピックのノルウェーせんしゅだん）は、1956年11月22日から12月8日にかけてオーストラリアのメルボルンで開催された1956年メルボルンオリンピックのノルウェー選手団、およびその競技結果。

## 概要
今大会は金メダル1個、銅メダル2個の合計3個のメダルを獲得した。

## メダル
| メダル | 選手名               | 競技 | 種目          |
| ------ | -------------------- | ---- | ------------- |
| 金     | エギル・ダニエルセン | 陸上 | 男子やり投げ  |
| 銅     | アウドゥン・ボイセン | 陸上 | 男子800m      |
| 銅     | エルンスト・ラルセン | 陸上 | 男子3000m障害 |